# Russell Wainscoat
William Russell Wainscoat, född 28 juli 1898 i East Retford, Nottinghamshire, England, död juli 1967, var en engelsk professionell fotbollsspelare. Wainscoat spelade större delen av sin karriär i Leeds United där gjorde 226 matcher och 93 mål, varav 217 matcher och 87 mål i ligan, mellan 1925 och 1931.
Han gjorde även en landskamp för England.